# Edificio del Ministerio de Obras Públicas (Argentina)
El Edificio MOP, también conocido como Edificio del Ministerio de Obras Públicas, es un edificio estatal de estilo art déco ubicado en la Avenida 9 de Julio y Avenida Belgrano, en el barrio de Monserrat, en la ciudad de Buenos Aires, Argentina. Posee 93 metros de altura.
Originalmente alojó al Ministerio de Obras Públicas, pero en la actualidad es sede del Ministerio de Salud.

## Historia

### Antes del edificio
En la cuadra de la calle Lima entre Moreno y Belgrano se encontraba históricamente un pasaje conocido popularmente como callejón del Pecado, luego llamado Aroma. En varias crónicas se afirma que su ubicación correspondía al antiguo toril de la primera Plaza de Toros que tuvo la ciudad, hacia 1790.
Sobre la calle del Buen Orden (luego Bernardo de Irigoyen) se hallaba una plaza que recibió los nombres de Plaza del Buen Orden, Moreno y Belgrano.
Hacia 1883 el Congreso Nacional propuso el ensanche de la Plaza Moreno, y por ello decretó de interés público la media manzana al oeste de la misma. En ese momento se pensó en construir allí la Casa Modelo para Ejercicios Físicos, y los terrenos fueron expropiados a comienzos de la década del 1900, destinándose en el año 1909 la manzana para edificar allí el Instituto del Profesorado Secundario y un Colegio Nacional anexo, por parte del Ministerio de Obras Públicas (MOP), proyecto a cargo del arquitecto Pedro Benoit.
En 1920 el Congreso redestinó el terreno a la Casa de Ejercicios Físicos, pero el Poder ejecutivo vetó la decisión. Llegando al año 1929, aún el Congreso no había aprobado el presupuesto para este edificio de cinco plantas y gran superficie. En 1930 se decretó la construcción de una Avenida Norte-Sur similar a la Avenida de Mayo.

### Construcción del Ministerio de Obras Públicas
En 1932 el arquitecto José Hortal sugirió al ministro de obras públicas Manuel Alvarado el emplazamiento en el terreno junto a la Plaza Belgrano de un edificio para concentrar las oficinas de su ministerio, dispersas en 10 edificios distintos. Alegando que la construcción de la futura avenida y los ensanches de las calles Moreno y Lima impedirían un diseño adecuado del Instituto del Profesorado Secundario, Hortal propuso la parcela de 2.166 m² junto al pasaje Aroma para levantar el Ministerio de Obras Públicas.
Fueron rechazados para construir la sede del MOP terrenos en Belgrano e Ingeniero Huergo y en la zona de Catalinas Norte (por esa época, aún depósitos portuarios), entre otros.

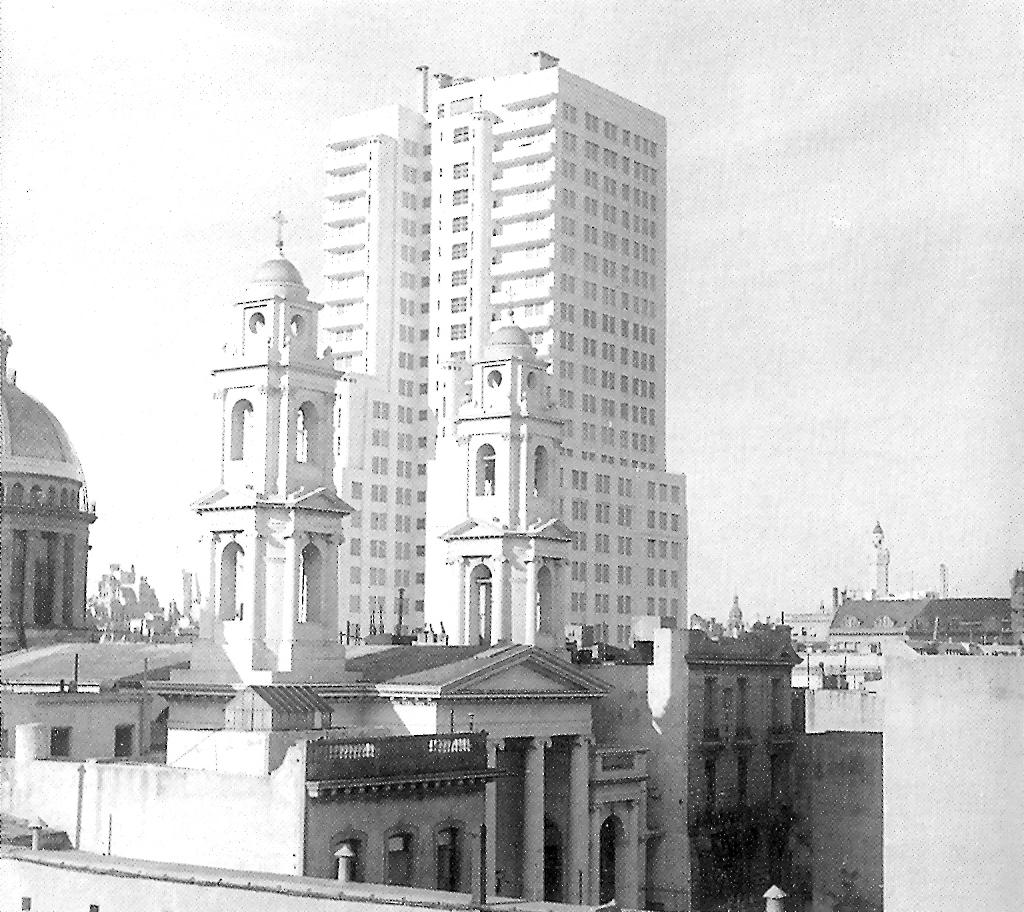
Visto desde el oeste.

El poder ejecutivo elevó el proyecto de ley al Congreso el 24 de julio de 1933, y este la aprobó el 26 de noviembre como ley 11 714. El proyecto propuesto fue el primer rascacielos financiado por el Estado Nacional, diseñado por el arquitecto Alberto Belgrano Blanco con colaboración de las secciones técnicas de la División de Proyectos de la Dirección de Obras Públicas. La construcción, llevada a cabo por la empresa de José Scarpinelli, dirigida por el ingeniero Marcelo Martínez de Hoz y supervisada por su ideólogo, Hortal, tenía que ser terminada en 14 meses hasta su piso n.º 10, y concluida un año después. El proyecto de Instituto del Profesorado Secundario recibiría en cambio un terreno en las calles Báez y Matienzo (barrio de Palermo).
Las obras comenzaron el 15 de noviembre de 1934 y avanzaron a gran velocidad: para mayo de 1935 estaba terminada la estructura de hormigón (138 días de trabajo). Pero en 1936 el intendente impulsor de la Avenida Norte-Sur ya en construcción, Mariano de Vedia y Mitre, estipuló que ésta debía ser una avenida parque de 140 metros de ancho, debiendo ser limpiada de construcciones toda su traza, que correría entre las calles Lima y Carlos Pellegrini. A pesar de ello, las obras del edificio del MOP no se suspendieron, y fueron concluidas en un tiempo récord de 138 días hábiles de trabajo, siendo inaugurado para septiembre de 1936.
Finalmente, la Avenida Norte-Sur fue inaugurada el 12 de octubre de 1937 por el presidente Agustín Pedro Justo, aunque solo en un tramo de 500 metros, y finalmente recibió el nombre de Avenida 9 de Julio. La 9 de Julio llegó al edificio del Ministerio de Obras Públicas recién en 1947, y fue concluida en toda su extensión en 1980. Las únicas construcciones a lo largo de su traza son el edificio del MOP, el Obelisco, la Embajada de Francia y el Hotel Four Seasons (ex Palacio Álzaga Unzué).
En 1991, luego de la disolución del viejo Ministerio de Obras Públicas y su absorción como Secretaría dentro del Ministerio de Economía, significando su traslado al Palacio de Hacienda, el edificio MOP fue transferido al Ministerio de Salud. El 9 de marzo de 2010 la presidenta Cristina Fernández de Kirchner firmó el Decreto 329, declarando a Eva Perón «Mujer del Bicentenario», en el marco de los 200 años de la Revolución de Mayo. Como homenaje, se decidió instalar sobre las fachadas norte y sur del Edificio de los ministerios de Desarrollo Social y de Salud dos retratos de Evita realizados mediante estructuras de hierro. Además, se ordenó la restauración del deteriorado edificio, que se declaró «en estado crítico». La firma del contrato para la restauración de fachadas e instalación de los retratos se realizó con un acto en la Casa Rosada ese 20 de agosto.
La restauración de las fachadas sur y norte avanzó a lo largo de 2011, y ese 26 de julio Cristina Fernández, aniversario del fallecimiento de Eva Perón, inauguró con un gran acto público en la Avenida 9 de Julio, el mural que mira al sur. Para el 22 de agosto, aniversario del Día del Renunciamiento de Evita a la Vicepresidencia en el período 1952/1958, se inauguraría el mural hacia el norte, para luego seguir avanzando con los arreglos en las fachadas este y oeste.

### Murales de Evita
Desde 2011 el edificio luce en sus fachadas norte y sur dos murales gigantes de Eva Perón, obra ideada por el artista argentino Alejandro Marmo (Decreto 329/10). El 26 de julio, coincidiendo con el 59.º aniversario de la muerte de Eva Perón, la presidenta Cristina Fernández de Kirchner inauguró en la fachada sur del edificio el primero de los murales, la Evita sonriente. El 24 de agosto se inauguró el segundo mural emplazado en la fachada norte que muestra la imagen de una Evita combativa hablándole al pueblo. Las imágenes cubren un área de 31 x 24 metros y están construidas en acero corten.

## Otros hechos de importancia

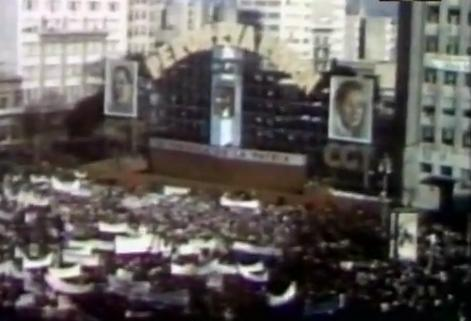
El renunciamiento de Evita. (1951)

- El edificio posee dos estatuas ubicadas en cada extremo del lado este, de estilo art déco, conocidas popularmente como "monumento a la coima". Un mito asegura que fueron diseñadas por José Hortal y simbolizan el pago de coimas, ya que una lleva en sus dos manos un pequeño cofre, y la otra extiende la palma de su mano hacia atrás, con su brazo pegado al cuerpo. Sin embargo, esta suposición nunca fue confirmada.[9]
- El edificio del Ministerio de Salud es el único con dirección en la Avenida 9 de Julio (nº1925).[1]
- Se dice que un proyecto ideado por José Hortal contemplaba toda una cadena de edificios administrativos a lo largo de la futura Avenida Norte-Sur.[1] También existió un proyecto del arquitecto José Álvarez de enfrentar al edificio del MOP un gemelo, del otro lado de la Avenida 9 de Julio.[1][10]
- El 22 de agosto de 1951, desde un palco levantado junto a este edificio, Eva Duarte de Perón (Evita) confirmó ante una movilización pública de militantes justicialistas su candidatura por el cargo de vicepresidente de la Nación, al cual renunciaría tiempo después por distintas circunstancias, entre otras por el cáncer que padecía, lo hizo mediante su conocido discurso conocido como el "renunciamiento". Evita moriría el 26 de julio del año siguiente.
- El 17 de octubre de 1951,[11] bajo la presidencia de Juan Domingo Perón, se realizó la primera transmisión televisiva de la Argentina, con una antena emisora que se instaló en la azotea del Ministerio de Obras Públicas, y aún sigue en pie.[1]
- El 16 de junio de 1955, aviones de la Armada Argentina, acompañados en su estrategia por un buen número de políticos y otros militares opositores al gobierno de Perón; bombardearon la Plaza de Mayo, y luego de reabastecerse de combustible atacaron también el edificio del Ministerio de Obras Públicas, con bombas y metralla.

## Descripción

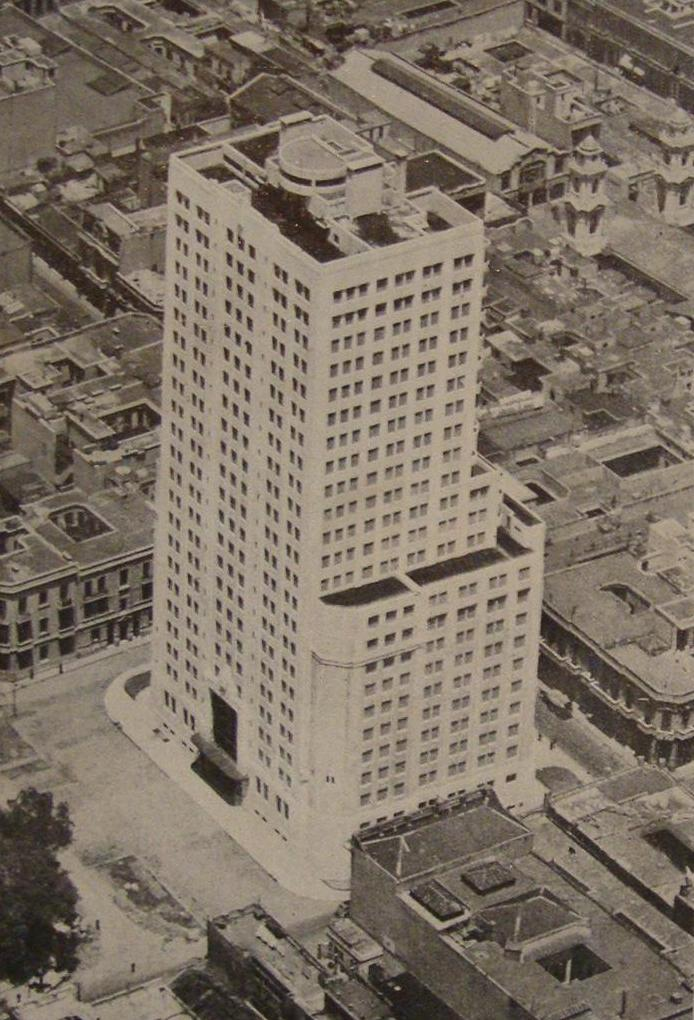
Vista aérea hacia 1937

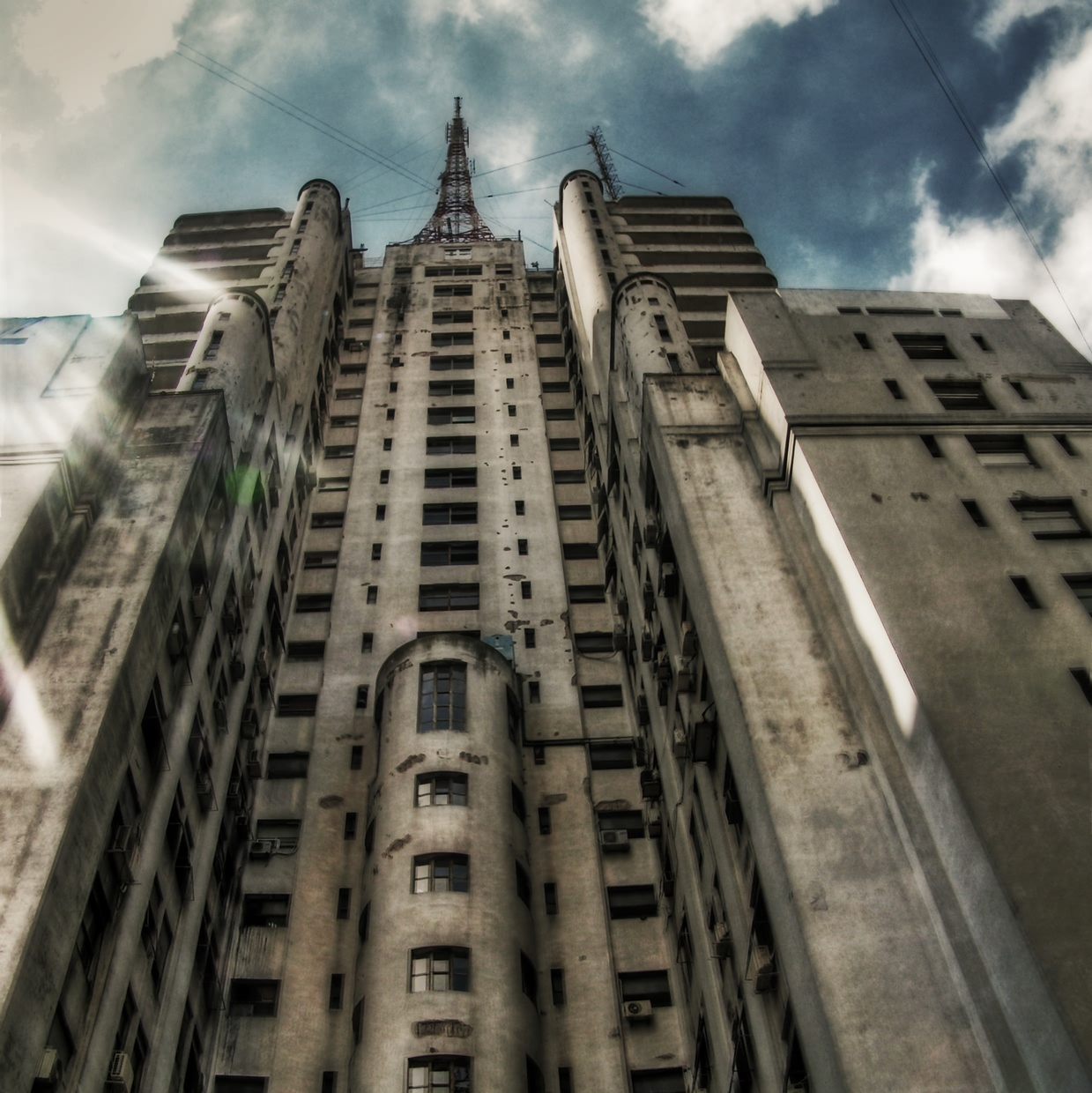
Parte trasera deteriorada antes de su remodelación.

El edificio fue ideado para todas las dependencias del Ministerio de Obras Públicas, a excepción de la Administración General de Ferrocarriles del Estado, que contó con su propia sede.
Consta de 2 subsuelos, planta baja, 22 pisos, azotea y terraza de observación. La planta es en forma de "U", permitiendo una iluminación y ventilación adecuada de las oficinas. El estilo adoptado fue el art déco, debido a elementos como la simetría, el basamento, las molduras que resaltan la verticalidad, morfología escalonada, el ingreso principal monumental y ornamentado, y sus dos estatuas. 
La entrada principal se encuentra sobre el frente a la Avenida 9 de Julio, y da directo al gran hall principal, del cual parten los 6 ascensores principales y la escalera principal. Por las alas laterales del edificio, se instalaron una entrada posterior por cada una, sobre la calle Lima, cada una con un ascensor y escalera propia. También se agregó un ascensor privado para uso del ministro y otras autoridades.
En el 2º subsuelo se instalaron archivos generales, subestaciones eléctricas y salas de máquinas; en el 1º subsuelo los talleres, la central telefónica y depósitos; en la planta baja, la sala de conferencias y la biblioteca; en el 2º piso el despacho del Ministro y su secretaría privada, con otros cargos altos. Los pisos del 3º al 7º se destinaron a Dirección General de Arquitectura (la Dirección, en el 6º piso); del 8º al 12º, a la Dirección General de Navegación y Puertos; del 13º al 17º, a la Dirección General de Ferrocarriles y del 18º al 21º, a la Dirección General de Irrigación. El piso 22º se destinó a la Dirección General de Obras del Riachuelo. En la azotea se ubicó la vivienda del intendente, y en la terraza un observatorio.
Las imágenes montadas de Eva, son en ambos casos de acero corten, consta de alrededor de treinta piezas montadas mediante ménsulas al edificio. Fueron diseñadas por artistas Alejandro Marmo y Daniel Santoro. El proyecto, dirección y ejecución de la obra fue realizado por Distrito Capital de la Dirección Nacional de Arquitectura de la Secretaría de obras Públicas de la Nación. La Obra de restauración de fachadas y terrazas comenzó en septiembre del año 2010, está destinada a poner en valor el edificio emblemático ubicado en la ciudad.

## Antenas de televisión y radios
La antena del edificio se comparte con TV Pública Canal 7 y Canal 9 de Buenos Aires, Radio y Televisión Argentina Canales 22, 23, 24 y 25, Canal 9, KZO, Aspen Canales 35.1, 35.2 y 35.3 de la TDA y América TV y A24 Canales 36.1 y 36.3 de la TDA y también las 7 radios 93.7 FM, 94.3 FM, 96.7 FM, 98.7 FM, 102.3 FM, 104.3 FM y 105.5 FM. **Nunca se dispusieron las antenas de las frecuencias mencionadas. Solamente la 94.3, 102.3, 104.3 y 105.5.-

## Propuesta de demolición
En 1995 el presidente Carlos Menem propuso la demolición del edificio del Ministerio de Salud, considerando que era un estorbo para el tránsito de la Avenida 9 de Julio.
En 2023, durante su campaña para Jefe de Gobierno de la Ciudad de Buenos Aires, Roberto García Moritán propuso demoler el edificio, citando el mismo motivo. Al ser monumento histórico nacional, se debería derogar varias leyes antes de que el proyecto de García Moritán se pudiera concretar.
En noviembre de 2024 circularon rumores de una posible demolición del mismo en base a posteos en X (Twitter) del diputado Yamil Santoro y del legislador municipal Ramiro Marra. No se sabe con certeza si el gobierno nacional confirmará o no dichos rumores.